# طواف إسبانيا 1977
طواف إسبانيا 1977 هو سباق دراجات هوائية أقيم بتاريخ 26 أبريل – 15 مايو، تكون السباق من 19 مرحلة وامتدّ لمسافة 2,785 كم، استغرق السباق 78 ساعة 54 دقيقة 36 ثانية. فاز به البلجيكي فريدي مارتينس.

## الترتيب
| م                     | الدرّاج        | البلد  | الزمن                     |
| --------------------- | ------------- | ------ | ------------------------- |
| الفائز بالترتيب العام | فريدي مارتينس | بلجيكا | 78 ساعة 54 دقيقة 36 ثانية |
| حسب النقاط            | فريدي مارتينس | بلجيكا | -                         |